# 에이지 오브 킬
에이지 오브 킬(영어: Age of Kill)은 2015년 개봉한 영국의 액션 영화이다.

## 줄거리
특수 정보국 소속 최고의 스나이퍼 납치된 딸을 구하기 위해 6시간 안에 6명의 정해진 타겟을 제거해야 한다!
특수 정보국 소속 스나이퍼 ‘샘 블레이크’ 하루아침에 가장 소중한 존재들을 잃게 된다.
딸을 납치한 괴한들은 6시간 안에 6명의 타겟을 제거하라는 말도 안되는 조건을 내건다.
결국, ‘샘 블레이크’는 목숨을 걸고, 딸을 구하기 위해 처절하고 외로운 싸움을 시작하는데…

## 캐스팅
주연
- 마틴 켐프 - 샘 블레이크 역
- 패트릭 버긴 - 알리스테어 몬크리프 역

조연
- 닉 모란 - 로이 딕슨 역
- 에이프릴 피어슨 - 렉시 역
- 덱스터 플레처
- 필립 데이비스 - 빌 웨이브릿지 역
- 브루스 페인
- 루시 핀더 - 제나 역